# توشمالی
توشمالی در ایلام به رئیس ایل گفته می‌شود. از وظایف عمده توشمال افزون بر حفظ امنیت و نظارت بر امور مختلف ایل که از طریق پلیس و انتظامات صورت می‌گرفت و همچنین جمع‌آوری مالیات مرسوم بود. عنوان کریم خان زند، توشمال بود و او را توشمال کریم می‌خواندند که در آن دوره به معنای «کدخدا» و «بزرگتر قوم» بود.